# 멜론 뮤직 어워드 올해의 앨범상
멜론 뮤직 어워드 올해의 앨범상은 대한민국 연예 기획사 카카오엔터테인먼트가 매년 개최하는 멜론 뮤직 어워드에서 시상하는 상으로, 2005년 온라인 시상식으로 시작되었다. 수상자는 멜론 음악 플랫폼에서 수집된 데이터를 기반으로 선정되며, 해당 연도에 뛰어난 성과를 보인 아티스트에게 수여된다. 2009년부터는 올해의 노래, 올해의 아티스트와 (이후 2018년 시상식에서 도입된) 올해의 레코드상과 함께 주요상 부문이 되었다.
2005년부터 2008년까지는 온라인으로 수상자가 발표되었으며, 2007년과 2008년에는 시상이 이루어지지 않았다가 2009년부터 서울에서 공식적으로 오프라인으로 개최되고 있다. 시상식은 서울 전역의 다양한 장소에서 개최되었다. 2021년 기준으로 올해의 앨범상 선정 기준은 디지털 판매량 및 스트리밍 수치 60%, 심사위원 평가 20%, 온라인 투표 20%로 구성된다.
가장 많은 상을 받은 아티스트는 방탄소년단으로, 2016년, 2018년, 2019년 그리고 2020년에 네 차례 수상했다. 이외에도 두 번 이상 수상한 아티스트로는 2NE1, 버스커 버스커, 아이유가 있다. 방탄소년단와 아이유는 이 부문에서 가장 많이 후보에 오른 아티스트로, 여섯 차례 후보에 올랐다.

## 수상자와 후보자

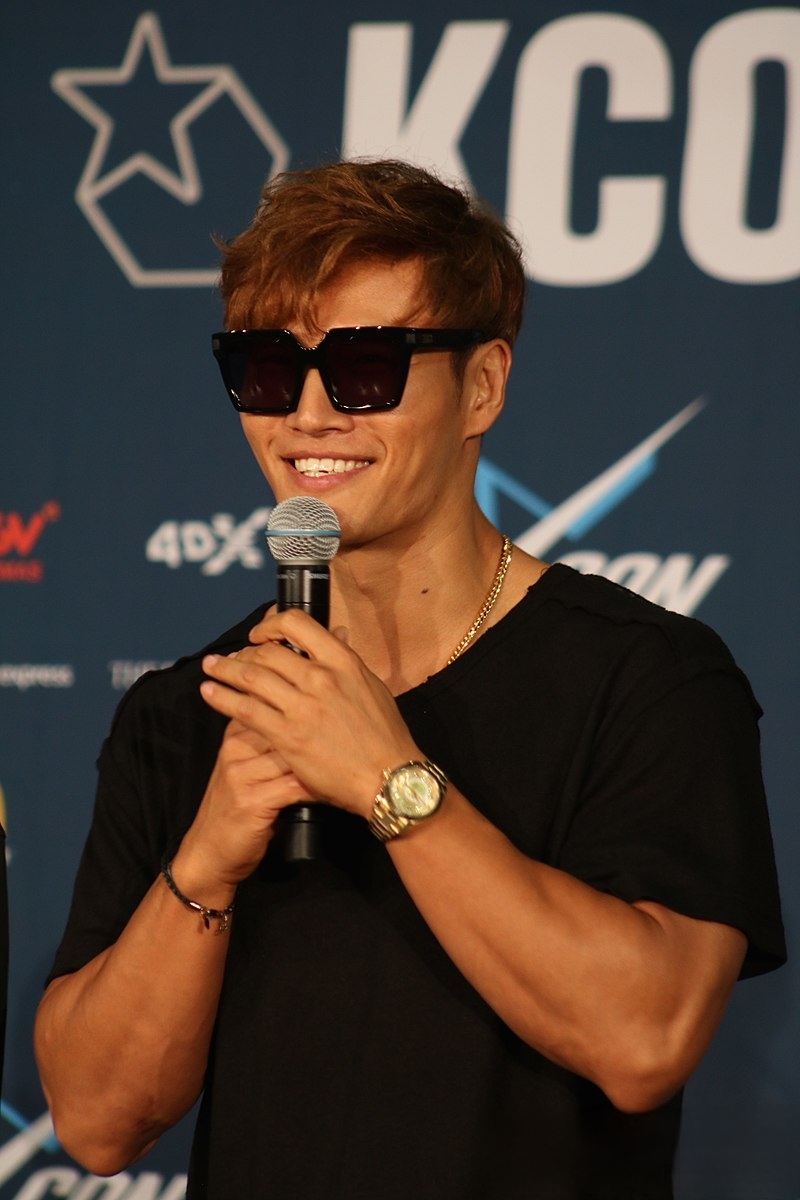
2006년 수상자 김종국

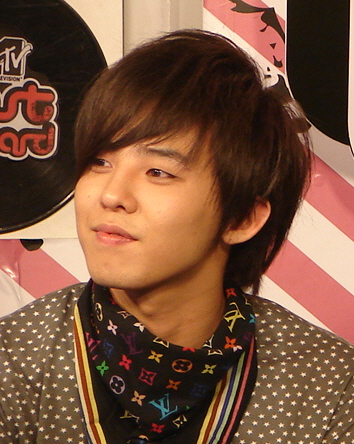
2009년 수상자 지드래곤

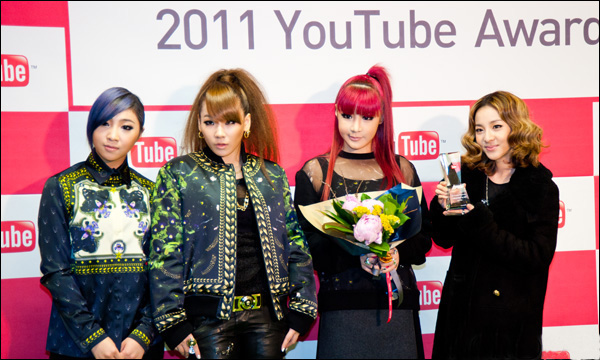
두 차례 수상자 2NE1 (2010–11)

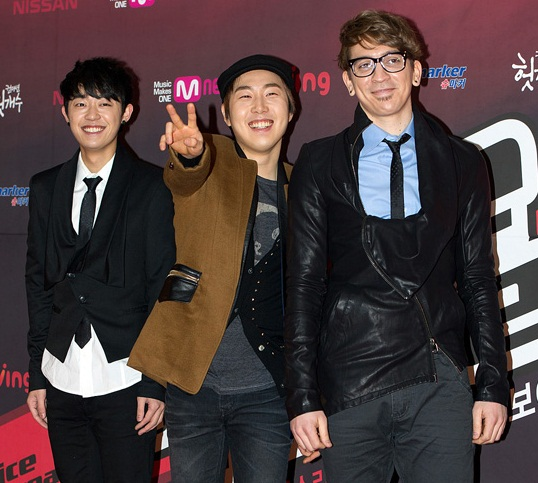
두 차례 수상자 버스커 버스커 (2012–13)

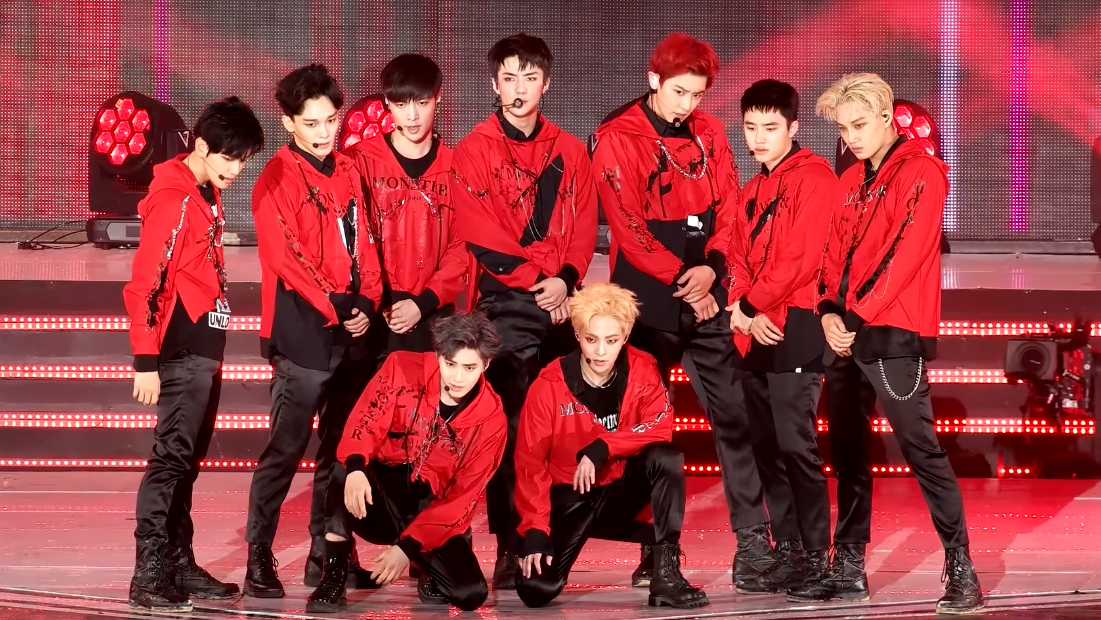
2015년 수상자 EXO

네 차례 수상자 방탄소년단, 2016년, 2018–20년 수상

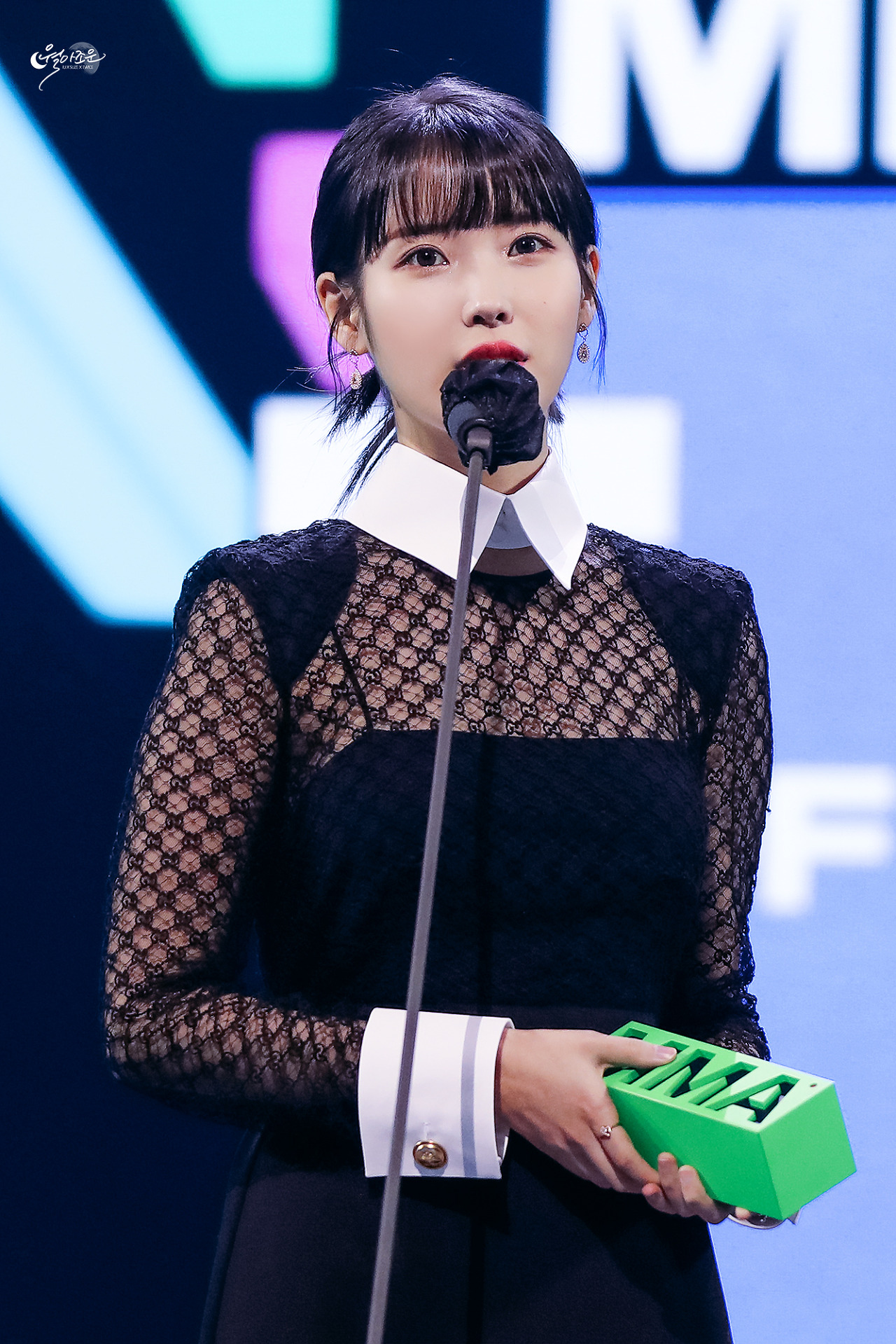
두 차례 수상자 아이유 (2017, 2021)

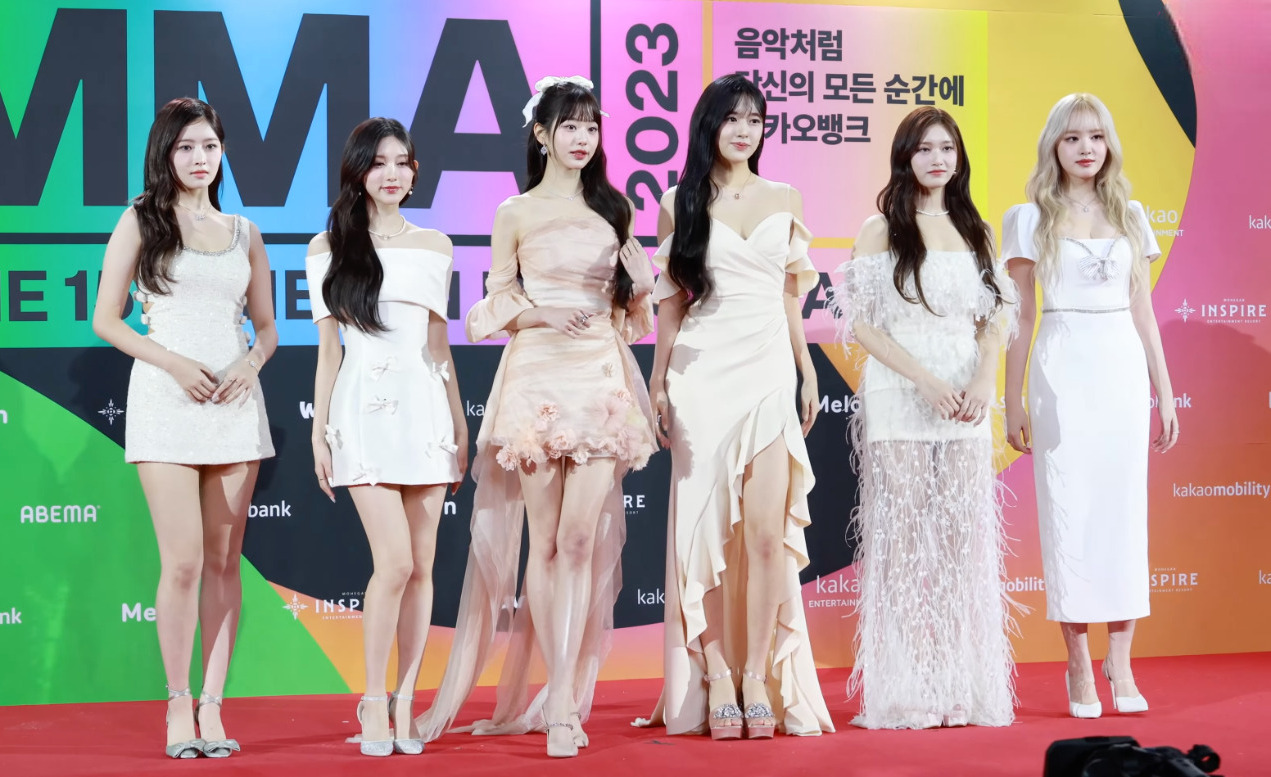
2023년 수상자 IVE

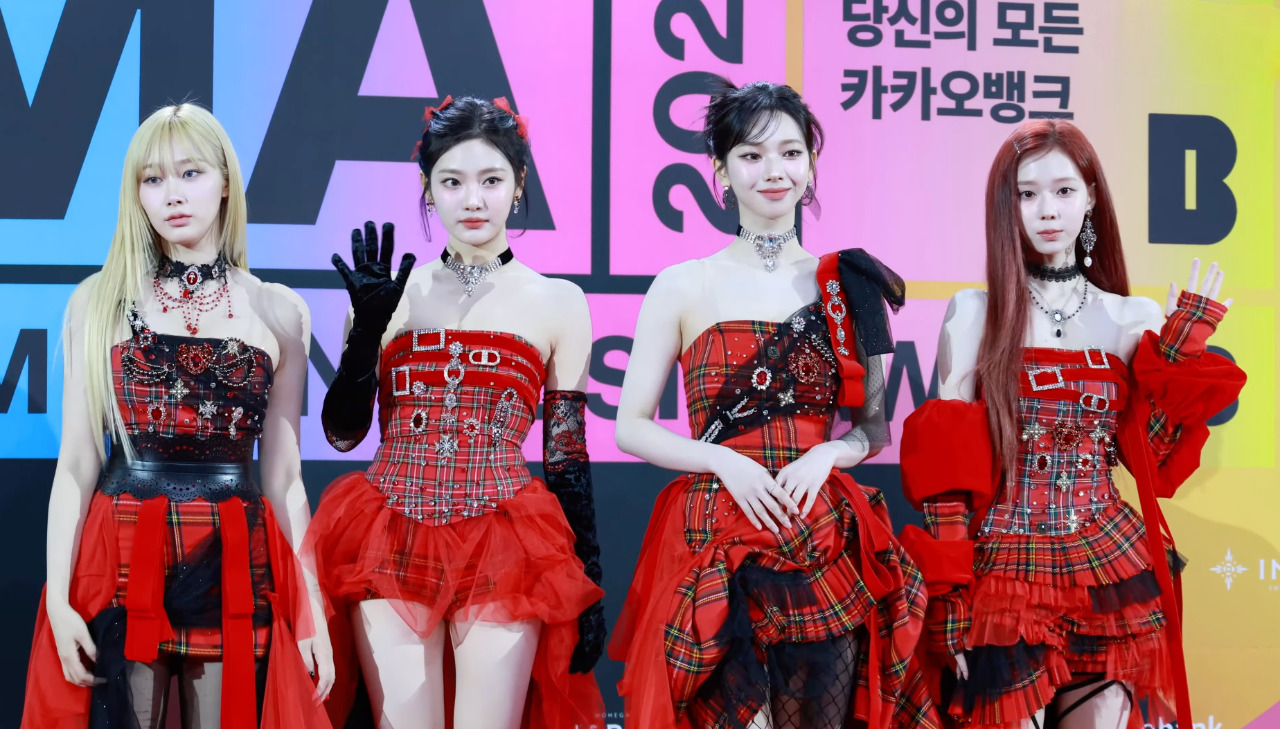
2024년 수상자 에스파

2005년부터 2008년까지 멜론 뮤직 어워드 수상자는 온라인 투표를 바탕으로 온라인으로 발표되었다. 2007년과 2008년에는 행사 위원회에서 앨범 부문 시상이 발표되지 않았다.
| 년도 | 수상자      | 앨범           | 참고  |
| ---- | ----------- | -------------- | ----- |
| 2005 | SG 워너비   | "살다가"       | [ 6 ] |
| 2006 | 김종국      | "네 번째 편지" | [ 7 ] |
| 2007 | 수상자 없음 | 수상자 없음    | [ 8 ] |
| 2008 | 수상자 없음 | 수상자 없음    | [ 9 ] |

멜론 뮤직 어워드는 2009년부터 오프라인으로 개최되었으며, 올해의 앨범상은 올해의 아티스트상 및 올해의 노래상과 함께 세 가지 주요상 중 하나를 구성했다. 이로 인해 2009년 행사는 시상식 역사상 첫 "공식" 시상식으로 간주된다.
| 년도 | 수상자        | 앨범                        | 후보자 | 참고          |
| ---- | ------------- | --------------------------- | --- | ------------- |
| 2009 | 지드래곤      | "Heartbreaker"              | - 2NE1 – "2NE1 1st Mini Album" - 2PM – "2:00PM Time For Change" - 브라운 아이드 걸스 – "Sound-G" - 다비치 – "Davichi In Wonderland" - 소녀시대 "– Gee" - 카라 – "Revolution" - MC 몽 – "휴매니멀" - 아웃사이더 – "Maestro" - SG 워너비 – "Gift From SG Wanna Be" | [ 11 ] [ 12 ] |
| 2010 | 2NE1          | "To Anyone"                 | - 소녀시대 – "Oh!" - 2AM – "죽어도 못 보내" - DJ DOC – "풍류" - 포맨 – "The 3rd Generation" | [ 13 ] [ 14 ] |
| 2011 | 2NE1          | "2NE1 2nd Mini Album"       | - 리쌍 – "Asura Balbalta" - 비스트 – "Fiction and Fact" - 빅뱅 – "Tonight" - 아이유 – "REAL" | [ 15 ] [ 16 ] |
| 2012 | 버스커 버스커 | "버스커 버스커 1집"         | - 아이유 – "Last Fantasy" - 빅뱅 – "Alive" - 지드래곤 – "One of a Kind " - 싸이 – "싸이6甲" | [ 17 ] [ 18 ] |
| 2013 | 버스커 버스커 | "버스커 버스커 2집"         | - 샤이니 – "The Misconceptions of Us" - 아이유 – "Modern Times" - EXO – "XOXO (KISS＆HUG)" - 지드래곤 – "COUP D'ETAT" | [ 19 ] [ 20 ] |
| 2014 | GOD           | "Chapter 8"                 | - 2NE1 – "CRUSH" - 아이유 – "꽃갈피" - 악동뮤지션 – "PLAY" - 태양 – "RISE" | [ 21 ] [ 22 ] |
| 2015 | EXO           | "EXODUS"                    | - 빅뱅 – "M" - 샤이니 – "Odd" - 토이 – "다 카포" - 혁오 – "22" | [ 23 ] [ 24 ] |
| 2016 | 방탄소년단    | "화양연화 Young Forever"    | - EXO – "EX'ACT" - 싸이 – "칠집싸이다" - 악동뮤지션 – "SPRING" - 장범준 – "장범준 2집" | [ 25 ] [ 26 ] |
| 2017 | 아이유        | "Palette"                   | - EXO – "THE WAR" - 방탄소년단 – "YOU NEVER WALK ALONE" - 싸이 – "4X2=8" - 빅뱅 – "MADE" | [ 27 ] [ 28 ] |
| 2018 | 방탄소년단    | "Love Yourself 轉 'Tear'"   | - 블랙핑크 – "스퀘어 업" - iKON – "RETURN" - 워너원 – "0+1=1 (I PROMISE YOU)" - 볼빨간사춘기 – "Red Diary Page.2" | [ 29 ] [ 30 ] |
| 2019 | 방탄소년단    | "MAP OF THE SOUL : PERSONA" | - 볼빨간사춘기 – "사춘기집 I 꽃기운" - 장범준 – "장범준 3집" - 잔나비 – "전설" - 엠씨 더 맥스 – "Circular" | [ 31 ] [ 32 ] |
| 2020 | 방탄소년단    | "MAP OF THE SOUL : 7"       | - 아이즈원 – "BLOOM*IZ" - 백예린 – "Every letter I sent you." - 볼빨간사춘기 – "사춘기집Ⅱ 꽃 본 나비" - 오마이걸 – "NONSTOP" | [ 33 ] [ 34 ] |
| 2021 | 아이유        | "LILAC"                     | - 악동뮤지션 – "NEXT EPISODE" - NCT DREAM – "Hot Sauce" - 방탄소년단 – "BE" - 헤이즈 – "HAPPEN" | [ 35 ]        |
| 2022 | 임영웅        | "IM HERO"                   | - 싸이 – "싸이9집" - 아이유 – "조각집" - (여자)아이들 – "I NEVER DIE" - NewJeans – "New Jeans" | [ 36 ]        |
| 2023 | IVE           | "I've IVE"                  | - (여자)아이들 – "I feel" - 에스파 – "MY WORLD" - 르세라핌 – "UNFORGIVEN" - NewJeans – "Get Up" | [ 37 ]        |
| 2024 | 에스파        | "Armageddon"                | - (여자)아이들 – "2" - DAY6 – "Fourever" - 아이유 – "The Winning" - 플레이브 – "Asterum: 134-1" | [ 38 ]        |

## 기록

### 최다 후보 지명자
| 횟수 | 아티스트     |
| ---- | ------------ |
| 7    | 아이유       |
| 6    | 방탄소년단   |
| 4    | 2NE1         |
| 4    | 빅뱅         |
| 4    | EXO          |
| 3    | 볼빨간사춘기 |
| 3    | 악동뮤지션   |
| 3    | 싸이         |
| 3    | (여자)아이들 |
| 2    | SG 워너비    |
| 2    | 소녀시대     |
| 2    | 지드래곤     |
| 2    | 샤이니       |
| 2    | 장범준       |
| 2    | NewJeans     |
| 2    | 에스파       |

### 최다 수상자
| 횟수 | 아티스트      |
| ---- | ------------- |
| 4    | 방탄소년단    |
| 2    | 아이유        |
| 2    | 버스커 버스커 |
| 2    | 2NE1          |

## 같이 보기
- Mnet 아시안 뮤직 어워드 올해의 앨범

## 참고 문헌
1. ↑  Lee, Jae-lim (2021년 10월 21일). “Melon Music Awards will be virtual again this year”. 《코리아중앙데일리》 (영어). 2022년 4월 10일에 원본 문서에서 보존된 문서. 2022년 5월 21일에 확인함.
2. ↑  Hicap, Jonathan (2021년 12월 5일). “방탄소년단, IU, Aespa win grand prizes at Melon Music Awards 2021”. 《마닐라 불레틴》. 2022년 1월 2일에 원본 문서에서 보존된 문서. 2022년 2월 3일에 확인함.
3. ↑  Lee, Soo-hyun (2009년 11월 19일). 음원 이용자가 뽑는 멜론뮤직어워드 등장 [음원 이용자가 뽑는 멜론뮤직어워드 등장]. 《스타뉴스》. 2022년 2월 4일에 원본 문서에서 보존된 문서. 2022년 2월 4일에 확인함 – 네이버 경유.
4. ↑  Hicap, Jonathan (2020년 12월 6일). “Winners at 2020 Melon Music Awards”. 《마닐라 불레틴》 (미국 영어). 2021년 11월 28일에 원본 문서에서 보존된 문서. 2021년 11월 28일에 확인함.
5. ↑  Lee, Soo-hyun (2009년 11월 19일). “음원 이용자가 뽑는 멜론뮤직어워드 등장” [음원 이용자가 뽑는 멜론뮤직어워드 등장]. 《스타뉴스》. 2022년 4월 24일에 확인함 – 네이버 경유.
6. ↑  “2005 Melon Music Awards Winners”. 멜론. 2021년 11월 28일에 원본 문서에서 보존된 문서. 2021년 11월 28일에 확인함.
7. ↑  “2006 Melon Music Awards Winners”. 멜론. 2021년 11월 28일에 원본 문서에서 보존된 문서. 2021년 11월 28일에 확인함.
8. ↑  “2007 Melon Music Awards Winners”. 멜론. 2021년 11월 28일에 원본 문서에서 보존된 문서. 2021년 11월 28일에 확인함.
9. ↑  “2008 Melon Music Awards Winners”. 멜론. 2021년 11월 28일에 원본 문서에서 보존된 문서. 2021년 11월 28일에 확인함.
10. ↑  “음악사이트 멜론, 첫 디지털 음원 연말 시상식 개최!” [음악사이트 멜론, 첫 디지털 음원 연말 시상식 개최!]. 《스포츠경향》. 네이버. 2009년 11월 9일. 2022년 2월 6일에 확인함.
11. ↑  “2009 Melon Music Awards Winners”. 멜론. 2021년 11월 28일에 원본 문서에서 보존된 문서. 2021년 11월 28일에 확인함.
12. ↑  Kim, Hyun-woo (2009년 12월 16일). 빅뱅 지드래곤 불참불구 MMA 대상 올해의 앨범상 수상 기염 [빅뱅 지드래곤 불참불구 MMA 대상 올해의 앨범상 수상 기염]. 《뉴스엔》. 2022년 2월 1일에 원본 문서에서 보존된 문서. 2022년 2월 1일에 확인함.
13. ↑  “2010 Melon Music Awards Winners”. 멜론. 2021년 11월 28일에 원본 문서에서 보존된 문서. 2021년 11월 28일에 확인함.
14. ↑  《[2010 MMA] 2010 멜론뮤직어워드 – 2부》 (Online broadcast). 멜론. 2010년 12월 17일.  08:36에 발생. 2021년 11월 28일에 확인함.
15. ↑  “Winners of 2011 Melon Music Awards” (영어). KBS World. 2011년 11월 24일. 2021년 5월 11일에 원본 문서에서 보존된 문서. 2021년 11월 29일에 확인함.
16. ↑  《[2011 MMA] 2011 멜론뮤직어워드 – 3부》 (Online broadcast). 멜론. 2011년 11월 25일.  24:03에 발생. 2021년 11월 28일에 확인함.
17. ↑  “2012 Melon Music Awards Winners”. 멜론. 2021년 11월 28일에 원본 문서에서 보존된 문서. 2021년 11월 28일에 확인함.
18. ↑  《2012 MelOn Music Awards 2부》 (Online broadcast). 카카오엔터테인먼트. 2012년 12월 23일. 2021년 11월 28일에 확인함 – 유튜브 경유.
19. ↑  “2013 Melon Music Awards Winners”. 멜론. 2021년 11월 28일에 원본 문서에서 보존된 문서. 2021년 11월 28일에 확인함.
20. ↑  '멜론뮤직어워드' 버스커버스커 대상 2연패 성공 ['멜론뮤직어워드' 버스커버스커 대상 2연패 성공]. 《뉴스엔》. 2013년 11월 14일. 2021년 11월 28일에 원본 문서에서 보존된 문서. 2021년 11월 28일에 확인함.
21. ↑  “2014 Melon Music Awards Winners”. 멜론. 2021년 11월 28일에 원본 문서에서 보존된 문서. 2021년 11월 28일에 확인함.
22. ↑  Jeon, Yoon-hee (2014년 11월 13일). '2014 멜론뮤직어워드' 올해의 앨범상 god "큰상 오랜만" '울컥'. 《한국경제TV》. 2021년 11월 28일에 원본 문서에서 보존된 문서. 2021년 11월 28일에 확인함 – 네이버 경유. 다음 글자 무시됨: ‘trans-title:'2014 멜론뮤직어워드' 올해의 앨범상 god "큰상 오랜만" '울컥' ’ (도움말)
23. ↑  “2015 Melon Music Awards Winners”. 멜론. 2021년 11월 28일에 원본 문서에서 보존된 문서. 2021년 11월 28일에 확인함.
24. ↑  《[2015 MelOn Music Awards] Part.2 (2부)》 (Online broadcast). 카카오엔터테인먼트. 2015년 11월 8일. 2021년 11월 28일에 확인함 – 유튜브 경유.
25. ↑  Chung, Joo-won (2016년 11월 20일). “방탄소년단, Exo, Twice top 2016 Melon Music Awards”. 《연합뉴스》 (영어). 2019년 7월 29일에 원본 문서에서 보존된 문서. 2021년 11월 29일에 확인함.
26. ↑  《[2016 MelOn Music Awards] Part.2 (2부)》 (Online broadcast). 카카오엔터테인먼트. 2016년 11월 21일. 2021년 11월 28일에 확인함 – 유튜브 경유.
27. ↑  Kim, So-yeon (2017년 12월 3일). “방탄소년단, Exo, IU win big at 2017 Melon Music Awards”. 《코리아헤럴드》. 2019년 4월 25일에 원본 문서에서 보존된 문서. 2021년 11월 29일에 확인함.
28. ↑  Hwang, Hye-jin (2017년 12월 2일). [멜론뮤직어워드]아이유, 올해의 앨범상 수상 '상 욕심 없는데 타고싶었다' [[멜론뮤직어워드]아이유, 올해의 앨범상 수상 '상 욕심 없는데 타고싶었다']. 《뉴스엔》. 2021년 11월 28일에 원본 문서에서 보존된 문서. 2021년 11월 28일에 확인함.
29. ↑  Herman, Tamar (2018년 12월 3일). “방탄소년단 Performs 'Idol' at Melon Music Awards 2018”. 《빌보드》. 2021년 11월 29일에 원본 문서에서 보존된 문서. 2021년 11월 29일에 확인함.
30. ↑  《[2018 MMA] 2018 멜론뮤직어워드 – 2부》 (Online broadcast). 멜론. 2018년 12월 3일.  99:13에 발생. 2021년 11월 28일에 확인함.
31. ↑  Herman, Tamar (2019년 12월 1일). “방탄소년단 Turn 2019 Melon Music Awards Into Mini Concert Before Picking Up Top Honors”. 《빌보드》. 2021년 11월 29일에 원본 문서에서 보존된 문서. 2021년 11월 29일에 확인함.
32. ↑  Yang, Su-bok (2019년 11월 30일). [2019 MMA] 방탄소년단, 올해의 앨범-아티스트상 싹쓸이 "아미 사랑해요" [[2019 MMA] 방탄소년단, 올해의 앨범-아티스트상 싹쓸이 "아미 사랑해요"]. 《싱글리스트》. 2022년 2월 16일에 원본 문서에서 보존된 문서. 2021년 11월 28일에 확인함.
33. ↑  Hicap, Jonathan (2020년 12월 6일). “Winners at 2020 Melon Music Awards”. 《마닐라 불레틴》. 2021년 11월 28일에 원본 문서에서 보존된 문서. 2021년 11월 29일에 확인함.
34. ↑  《[MMA 2020] 올해의 앨범 수상소감 – 방탄소년단》 (Online video). 멜론. 2020년 12월 5일. 2021년 11월 28일에 확인함.
35. ↑  Yeo, Gladys (2021년 12월 5일). “Here are all the winners from the Melon Music Awards 2021”. 《NME》. 2022년 2월 2일에 원본 문서에서 보존된 문서. 2022년 2월 4일에 확인함.
36. ↑  임영웅, 올해의 앨범→방탄소년단, 올해의 레코드 수상[MMA2022] [임영웅, 올해의 앨범→방탄소년단, 올해의 레코드 수상[MMA2022]]. 《MK스포츠》. 네이버. 2022년 11월 26일. 2022년 12월 29일에 확인함.
37. ↑  Yeo, Gladys (2023년 12월 4일). “Here are all the winners from the 2023 Melon Music Awards”. 《NME》. 2023년 12월 6일에 확인함.
38. ↑  “에스파, 대상 3개 싹쓸이 '7관왕'…(여자)아이들, 대상 소감 중 "재계약 완료" 발표 [MMA 2024](종합)” [에스파, 대상 3개 싹쓸이 '7관왕'…(여자)아이들, 대상 소감 중 "재계약 완료" 발표 [MMA 2024](종합)]. 《마이데일리》. 2024년 11월 30일. 2024년 11월 30일에 원본 문서에서 보존된 문서. 2024년 11월 30일에 확인함.